# Championnats d'Europe de pentathlon moderne 2001
Navigation
Édition précédente Édition suivante
Les Championnats d'Europe de pentathlon moderne 2001 se sont tenus à Sofia, en Bulgarie.

## Podiums

### Hommes
| Épreuves    | Or                                               | Argent                                                            | Bronze                                                        |
| ----------- | ------------------------------------------------ | ----------------------------------------------------------------- | ------------------------------------------------------------- |
| Individuel  | Lituanie Andrejus Zadneprovskis                  | Lituanie Edvinas Krungolcas                                       | Hongrie Sándor Fülep                                          |
| Par équipes | Hongrie Viktor Horváth Gábor Balogh Sándor Fülep | Biélorussie Pavel Dovgal Aleksandr Bysov Dmitry Melyakh           | Ukraine Vadim Tkatshuk Vitaliy Budovskiy Oleksandr Kravchenko |
| Relais      | Hongrie Viktor Horváth Ákos Kállai Sándor Fülep  | Lituanie Andrejus Zadneprovskis Tadas Žemaitis Edvinas Krungolcas | Pologne Maciej Bogucki Andrzej Stefanek Marcin Horbacz        |

### Femmes
| Épreuves    | Or                                                     | Argent                                                     | Bronze                                                        |
| ----------- | ------------------------------------------------------ | ---------------------------------------------------------- | ------------------------------------------------------------- |
| Individuel  | Royaume-Uni Stephanie Cook                             | Ukraine Tatyana Nakasnaya                                  | Biélorussie Zhanna Shubenok                                   |
| Par équipes | Royaume-Uni Sian Lewis Stephanie Cook Georgina Harland | Biélorussie Zhanna Shubenok Anna Vnukova Galina Bashlakova | Italie Fabiana Fares Claudia Corsini Claudia Cerutti          |
| Relais      | Hongrie Csilla Füri Nóra Simóka Zsuzsanna Vörös        | Biélorussie Zhanna Shubenok Anna Vnukova Galina Bashlakova | Royaume-Uni Stephanie Cook Elizabeth Kipling Georgina Harland |